# Stef Van Zummeren
Stef Van Zummeren, nascido a 20 de dezembro de 1991 em Turnhout, é um ciclista belga.

## Palmarés
2015
- Circuito de Valônia